# Xanthomelanodes diaphanus
Xanthomelanodes diaphanus är en tvåvingeart som först beskrevs av Fabricius 1805.  Xanthomelanodes diaphanus ingår i släktet Xanthomelanodes och familjen parasitflugor. Inga underarter finns listade i Catalogue of Life.